# Damien Guillaume
Pour les articles homonymes, voir Damien Guillaume (homonymie).
Damien Guillaume (né le 21 juin 1978 à Besançon) est un photographe français.

## Biographie
Damien Guillaume entame sa carrière avec le photographe Patrice Forsans, en créant l'Atelier de photographie et le trimestriel L'Atelier de photographie Magazine.
En 2008, il vient à Paris pour suivre une formation au Centre Iris pour la photographiepuis à l'obtention de son diplôme créé l'agence Lubrik, avec deux photographes : Christophe Hargoues et Thomas Lang, consacrée à l'art, l'édition et la communication. C'est à cette époque qu'il effectue son premier voyage photographique en Turquie, pour réaliser les images du livre La Turquie Biblique, itinéraire culturel, co-signé avec Sébastien de Courtois, aux éditions Empreinte.
Il présentera dans le même temps, sa série Mythes Décisifs ; Pierre Gassin écrit : « Damien Guillaume s’implique dans un voyage entre rêve et fantasme. Ses images en noir et blanc plongent le spectateur dans un monde onirique, en introduisant une granularité, du flou, des reflets. Chacun y retrouvera de nombreuses références au cinéma, aux contes, aux légendes… Afin de retrouver un lien avec un réel, Damien colorise ses photographies. Il y introduit alors un code de couleur enfantin, primaire, qui rappelle notre enfance. Il s’agit certainement d’un voile de pudeur jeté sur ses scènes parfois provocantes. »
En 2011, Damien Guillaume vend tout ce qu'il possède et part en Amérique du Sud pendant six mois. Il en rapportera une série intitulée Nature morte qui sera exposée en 2012 au festival Itinéraire des photographes voyageurs à Bordeaux. Le magazine photo Intermède écrit à son propos « Dans la série Natures mortes, Damien Guillaume poursuit ses recherches sur la représentation humaine, notamment au travers du prisme de la couleur, sa matière première. Le contraste entre l’éclat des couleurs et la vétusté des habitations, va à l’encontre d’une restitution pittoresque, et même documentaire ou journalistique. »
Son travail oscille donc entre photographie de voyage, en particulier avec son travail sur Istanbul, les derniers artisans, dont le photographe Ara Güler, qu'il rencontre en 2011, dira « En regardant ces photos, j’ai l’impression d’examiner une radiographie. Et je découvre des gens, qui sont les miens, leur vie fait partie des fragments de ma vie. On dirait que ces photographies nous ont saisis à jamais. » mais aussi la publication de l'ouvrage Voyage au cœur de la Turquie co-signé avec Nedim Gürsel, et photographie personnelle et intimiste avec des séries telles que Déréalisation et plus récemment La solitude de l'homme et femmes et ivresses.

### Procédé et technique[11]
Damien Guillaume ne met pas en scène ses modèles, il pioche dans la réalité qu'il provoque, il prend son temps, pour capter ce qui l'intéresse, pour « surprendre le corps précisément dans les instants d’abandon – comme des interstices dans le réel. » Bien qu'il photographie des modèles nus, parfois plusieurs ensemble, la sexualité est absente ou en tout cas lointaine. Son travail sur l'intimité est en réalité une manière de révéler l'impossibilité de capter son intimité ou celle de ses modèles. 
Damien Guillaume travaille en argentique ou numérique, en couleur ou en noir et blanc, en fonction de ses séries mais il utilise toujours la couleur (colorisation, transformation des couleurs, etc.).

## Expositions
- 2017 - Exposition "Osmoses ?" dans les rues de Tharaux
- 2016 - Exposition collective, Ne vous déplaise, MH Gallery, Bruxelles[13]
- 2015 - Exposition collective, Totally Naked, Pyramyd Gallery, Istanbul[14]
- 2014 - Exposition de la série Istanbul, les derniers artisans, Institut du Monde Arabe, Paris[15]
- 2012 - Exposition de la série Natures mortes, Festival Itinéraire des photographes voyageurs, Bordeaux[16]
- 2012 - Exposition Déréalisation, Galerie Nivet-Carzon, Paris[17]
- 2012 - Exposition collective Behind the curtain, MH Gallery, Bruxelles[18]
- 2008 - Exposition Mythes Décisifs, Nuits contemporaines de la photographie, Paris
- 2008 - Exposition Mythes Décisifs, Centre LGBT, Paris
- 2008 - Exposition Mythes Décisifs, Galerie du Centre Iris,  Paris[19]
- 2007 - Exposition Regards croisés, en collaboration avec Patrice Forsans et la ville de Besançon, dans toute la ville[20].

## Publications
- Besançon, nature intime du temps, texte de Nedim Gürsel, Paris, éditions Empreinte temps présent, 2007  (ISBN 978-2-9064-0593-6)
- La Turquie biblique, Itinéraire culturel, texte de Sébastien de Courtois, Paris, Empreinte temps présent, 2009  (ISBN 978-2-3561-4032-6)
- Derin Anadolu, texte de Nedim Gürsel, Istanbul, édition Doğan Kitap, 2010  (ISBN 978-6-0511-1795-9) (tr) [présentation en ligne]
- Voyage au cœur de la Turquie, texte de Nedim Gürsel, Paris, Empreinte temps présent, 2011  (ISBN 978-2-35614-065-4)
- Istanbul, les derniers artisans, préface de Ara Güler, texte de Jean-Michel Belorgey, Paris, Empreinte temps présent, 2011  (ISBN 978-2-35614-061-6)